# Царски округ
Царски округ (лат. Circulus imperii, њем. Reichskreis; мн. лат. Circuli imperii, њем. Reichskreise) представља админстративну групацију Светог римског царства током раног савременог периода, чија је основна сврха организација заједничке одбрамбене структуре и наплата пореза царству, али такође користи као средство за организацију Рајхстага и Рајхсјамергерихта. Сваки круг је имао свој Рајхстаг, мада није сваки члан Окружног рајхстага могао бити члан и Царског рајхстага.
Шест царских округа је уведено на Аугсбушрком рајхстагу 1500. године. Још три округа су уведена 1512. године, а велики Саксонски округ је подијељен на два округа, тако да је од 1512. године до пада Светог римског царства у Наполеоново доба, било десет царских округа. У Земљама чешке круне, Швајцарској Конфедерацији и Краљевини Италији нису спроведене реформе, као и у разним мањим територијама које су одржавале царску непосредност.

## Оснивање
На Аугсбуршком рајхстагу 1500. године основано је шест царских округа као дио царске реформе:
- Баварски округ
- Франконски округ
- Саксонски округ
- Швапски округ
- Горњорајнски округ
- Доњорајнски-вестфалски округ

Првобитно, територије под Хабзбурскима и Изборним кнежевима су остале изван реформе. На Трирском и Келнском рајхстагу 1512. године ове територије су организоване у три округа:
- Аустријски округ, укључује хабзбуршке територије које је наслиједио Максимилијан I;
- Бургундски округ, укључујући насљеђе покојне Максимилијанове супруге, Марије од Бургундије;
- Изборни рајнски округ, укључујући црквене Изборне кнежевине Мајнц, Келн и Трир, као и секуларну Изборну кнежевину Пфалц.

Саксонски округ је подијељен на два мања округа:
- Горњосаксонски округ
- Доњосаксонски округ, укључујући Изборну кнежевину Саксонију и Брандербург.

С обзиром на повећане француске захтијеве на Максимилијаново бургундско насљедље, рајхстаг је 1512. године покренуо службену употребу титуле Свети римски цар њемачког народа (лат. Sacrum Imperium Romanum Nationis Germanicæ) у завршном акту.
Како је Царство изгубило неколико западних територија након отцјепљења Седам Уједињених Низоземски 1581. године и током француских анексија након Најмегенског мира 1679. године, десет округа остаје мање-више непромјењено до почетка деведесетих година 18. вијека, када Француски револуционарни ратови доносе значајне промјене на политичкој мапи Европе.